# Biserica de lemn din Valea Pojarului

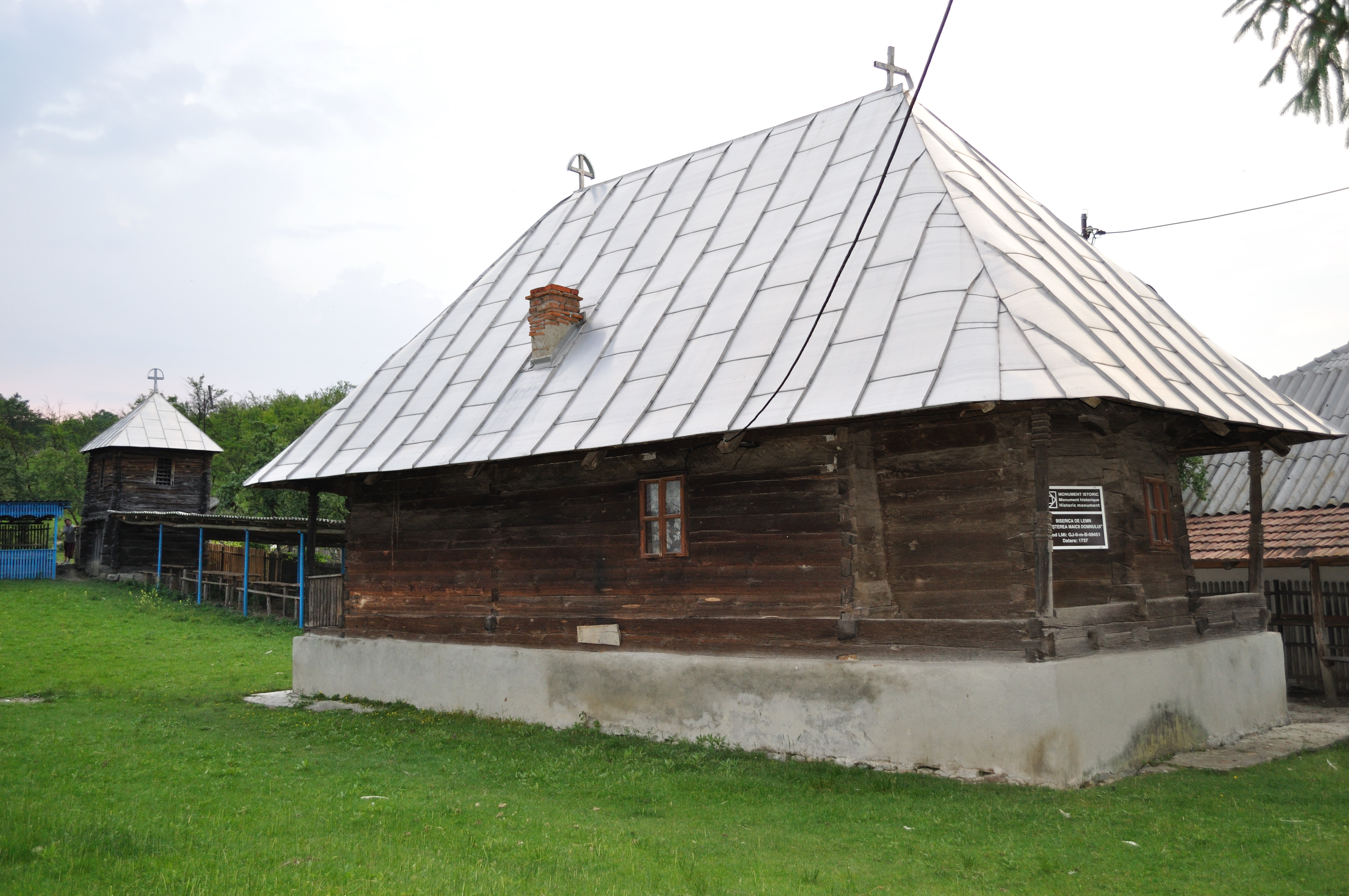
Biserica de lemn „Nașterea Maicii Domnului” din Valea Pojarului, comuna Bustuchin, județul Gorj, foto: iunie 2010.

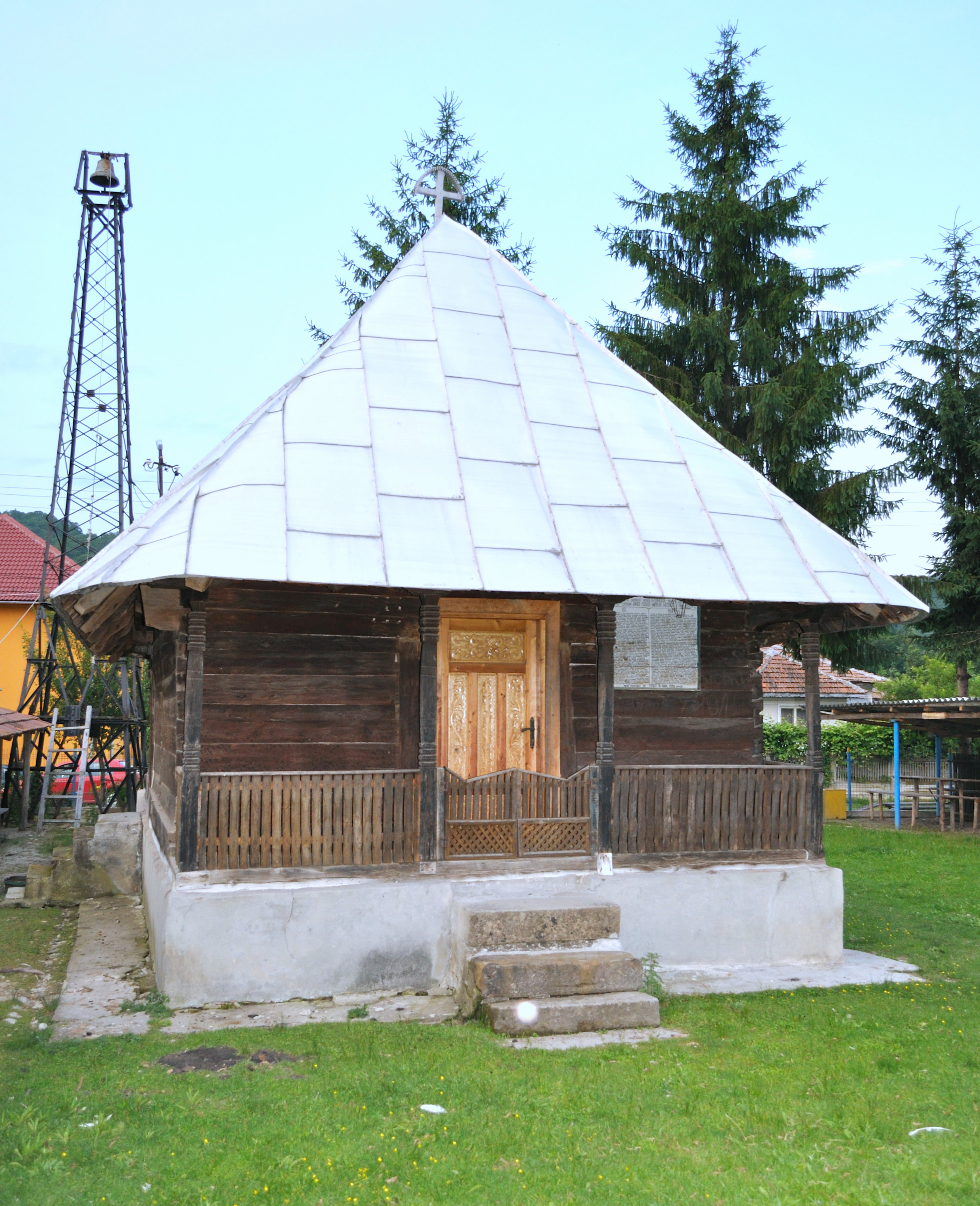
Biserica (vest)

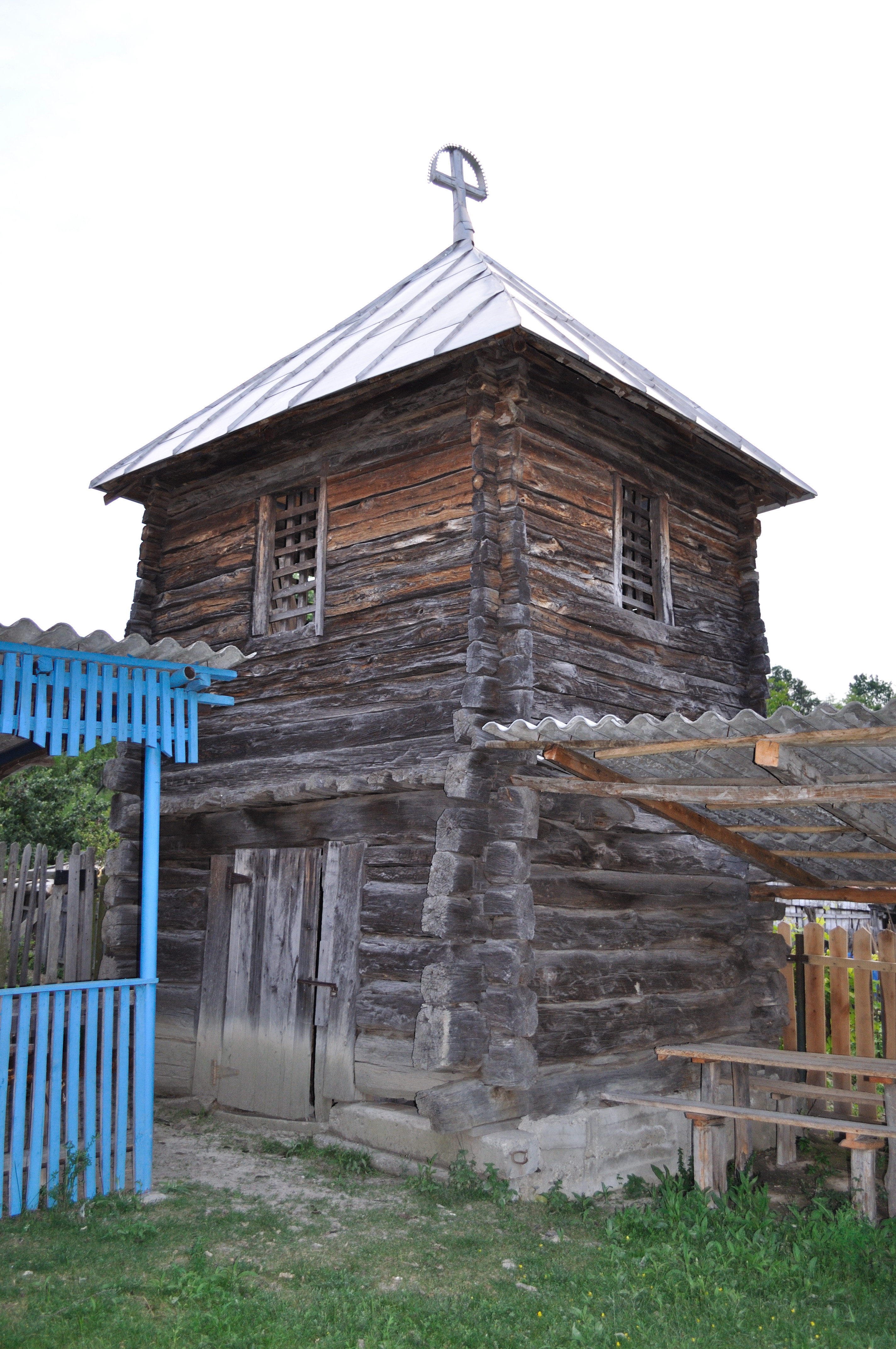
Clopotniţa separată, de tip „culă”

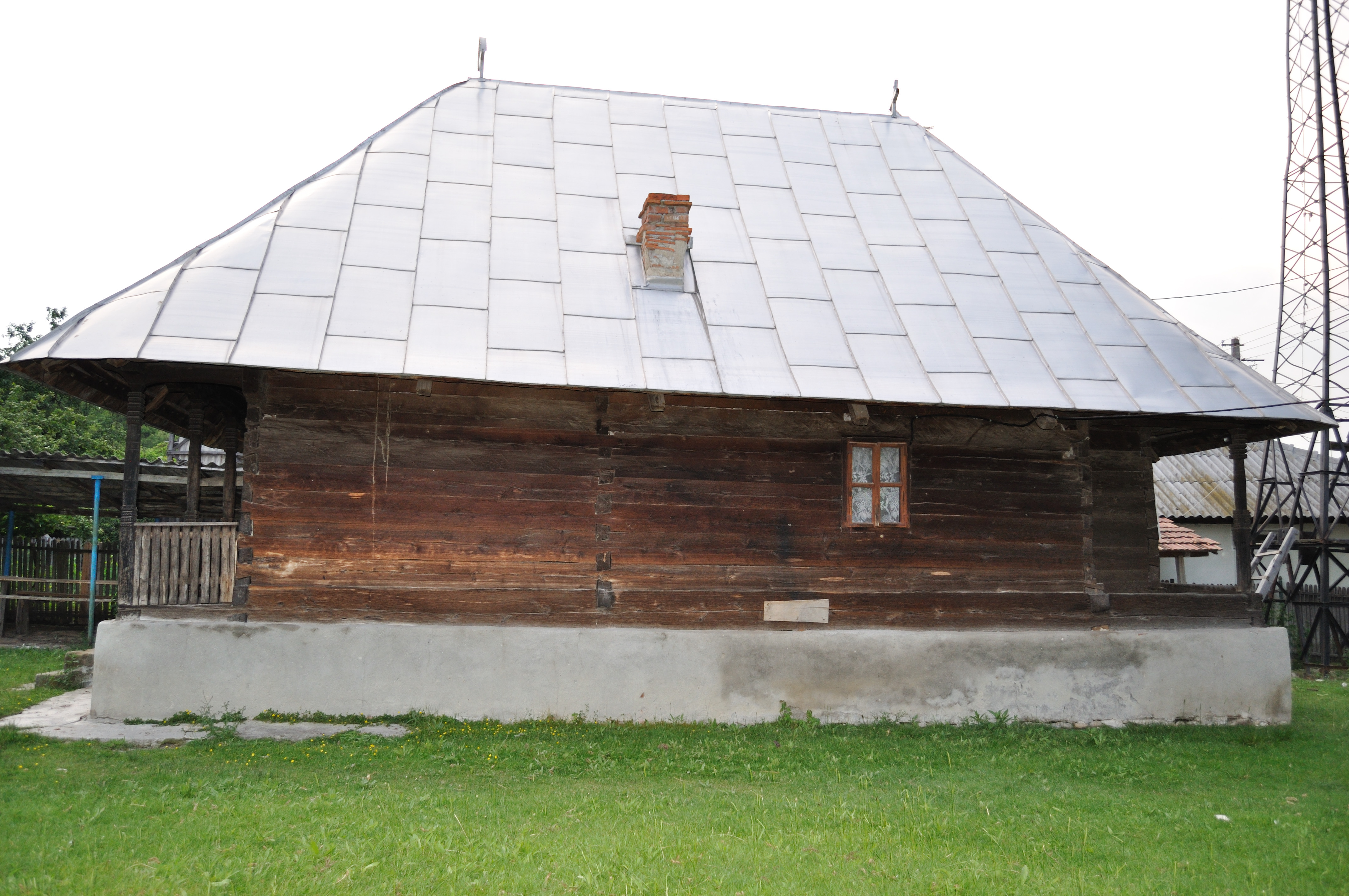
Biserica (sud)

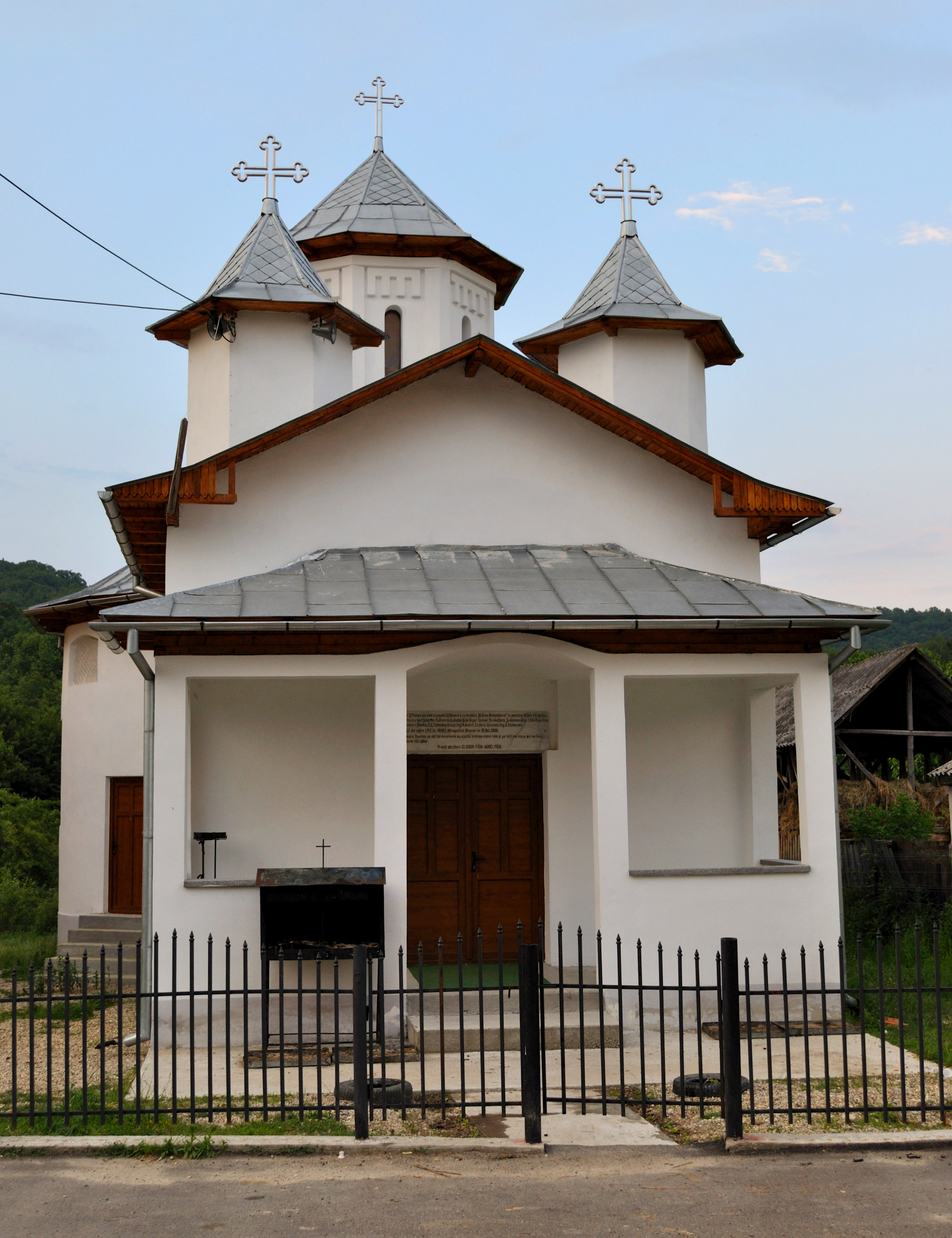
Biserica Sfântul Ioan Botezătorul din Valea Pojarului

Biserica de lemn din Valea Pojarului, comuna Bustuchin, județul Gorj, a fost construită în 1737. Are hramul „Nașterea Maicii Domnului”. Biserica se află pe noua listă a monumentelor istorice; cod LMI GJ-II-m-B-09451.

## Istoric și trăsături
Este biserica fostului sat Strâmba (sat desființat, înglobat în Valea Pojarului). Conform tradiției orale a fost construită la 1737, pe malul stâng al pârâului Strâmbu, de unde a fost strămutată, cu întregul sat, pe celălalt mal (fie la 1780, fie pe la 1825-1830), acolo unde dăinuie și acum.
Biserica poate fi încadrată în tipologia celor de la cumpăna secolelor XVII-XVIII, datorită trăsăturilor arhaice: dimensiunile miniaturale ale altarului și îmbinările în coadă de rândunică, întărite cu „melci” (pene de lemn).
Planul este dreptunghiular, cu altarul decroșat, poligonal, cu cinci laturi. Acoperirea interioară cuprinde o boltă semicilindrică peste navă și fâșii curbe peste altar. La exterior, acoperișul de șindrilă, care fusese reînnoit în anul 1971, a fost înlocuit cu unul mai durabil, din tablă.
Biserica este înălțată pe un soclu de ciment și are o prispă pe latura de vest și una la altar, obținută prin prelungirea bârnelor de la temelie, de pe laturile de nord și sud și câte un stâlp la intersecție. Ambele prispe au stâlpii bogat ornamentați. 
A fost renovată de mai multe ori: „în zilele Mitropolitului Nifon” (1849-1875) a fost ridicată pe un soclu de cărămidă, i-a fost refăcut acoperișul și zugrăviți pereții. S-ar putea ca tot atunci, cadrul intrării, sculptat și datat, să fi fost înlocuit cu cel actual, constituit numai din montanți. În 1942 a fost tencuit interiorul, acoperind eventuala pictură murală.
Biserica cuprinde în patrimoniul său numeroase icoane, unele de la 1820, anterioare strămutării.

## Imagini din exterior

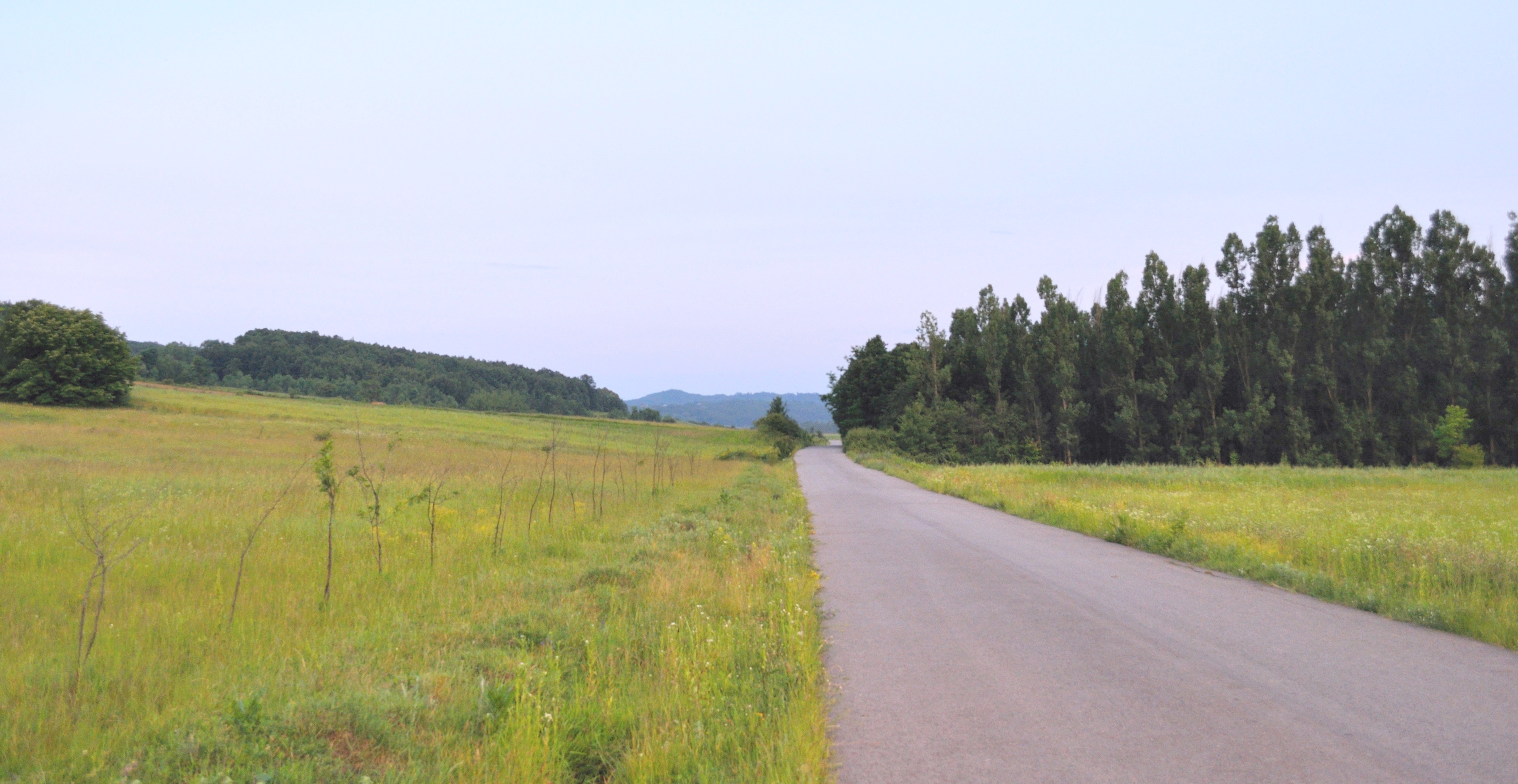
Drumul spre biserică trece prin păduri de carpen şi fag
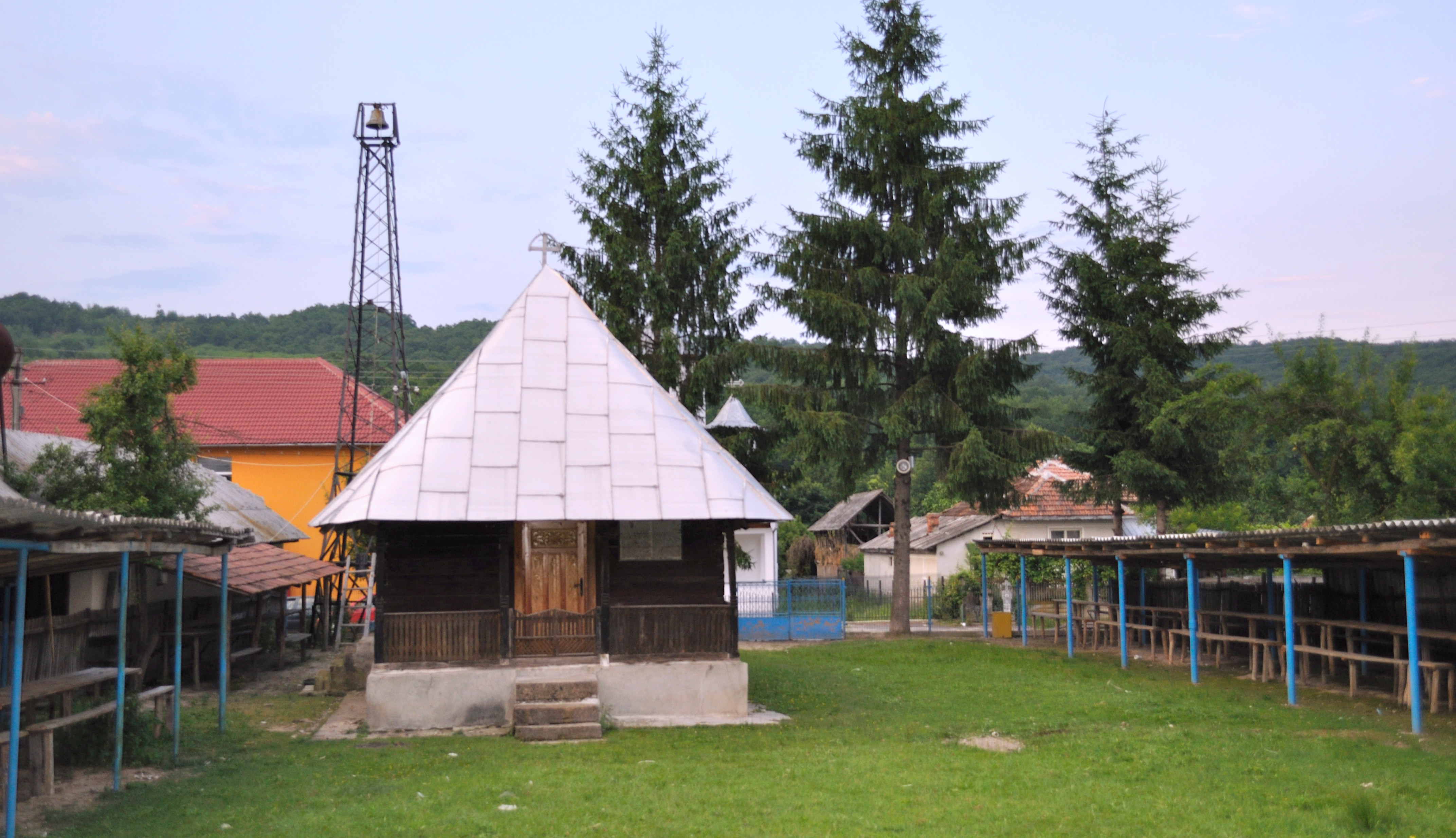
Biserica şi împrejurimile
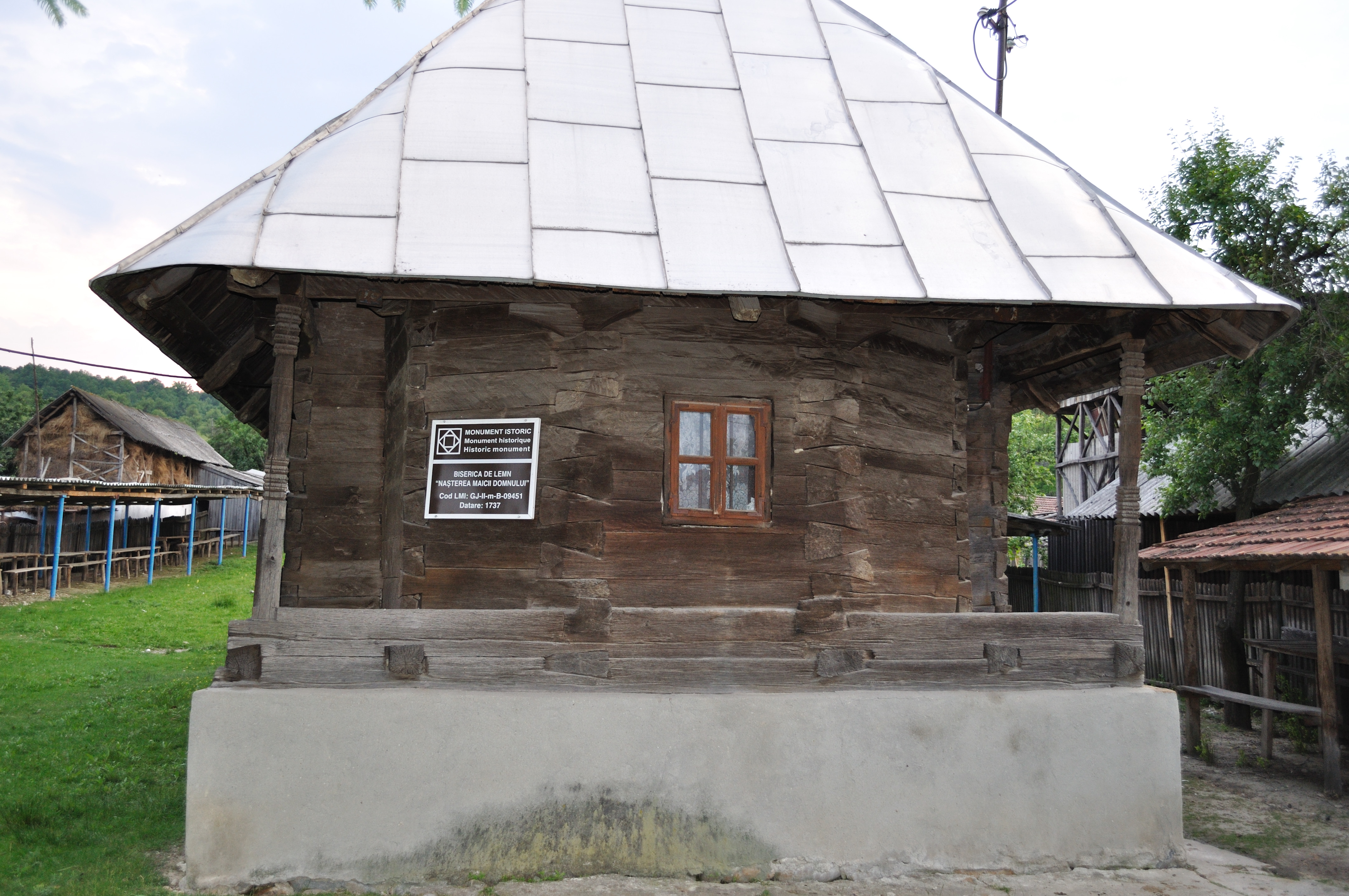
Absida altarului
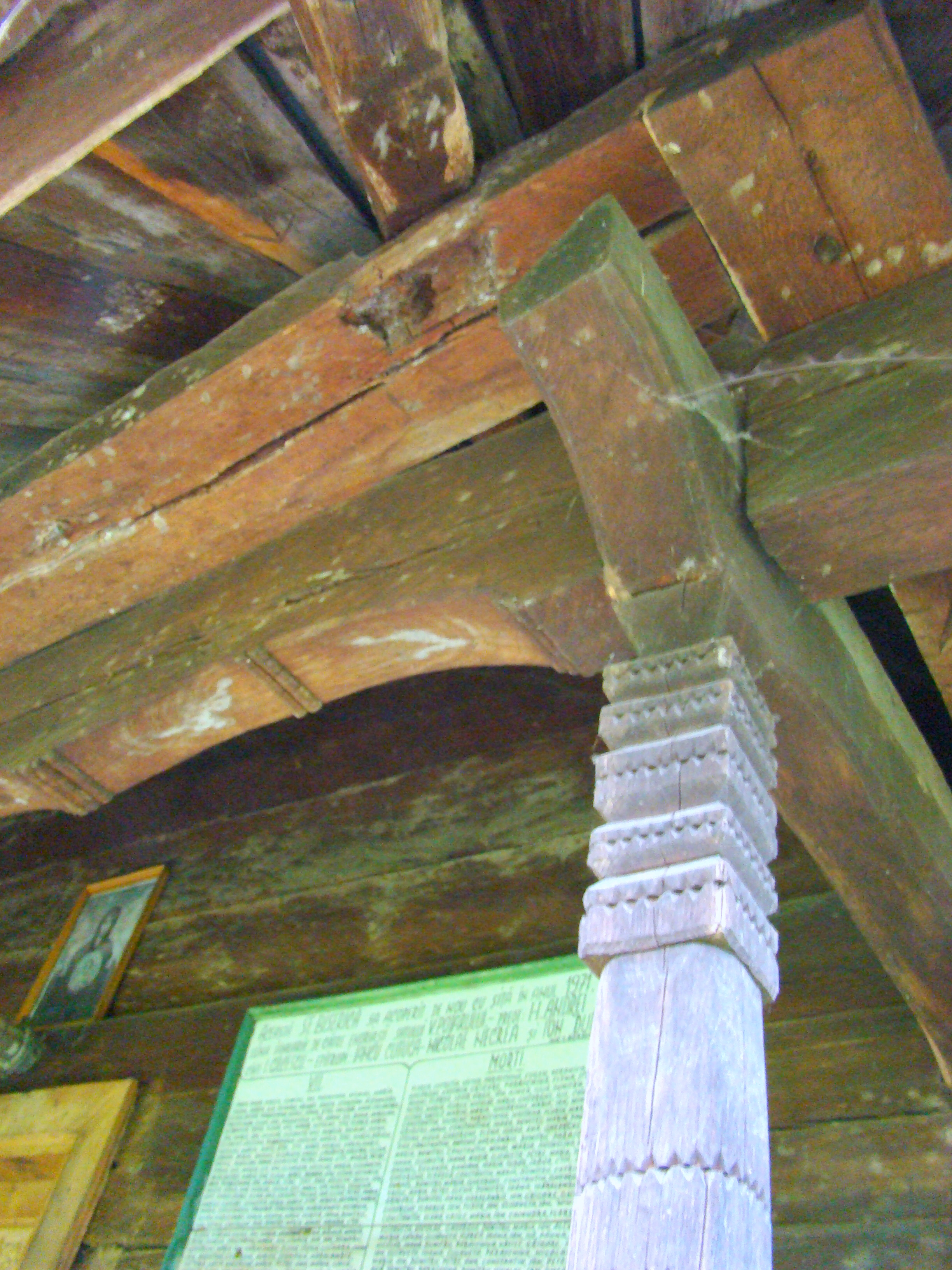
Stâlp şi console la pridvor
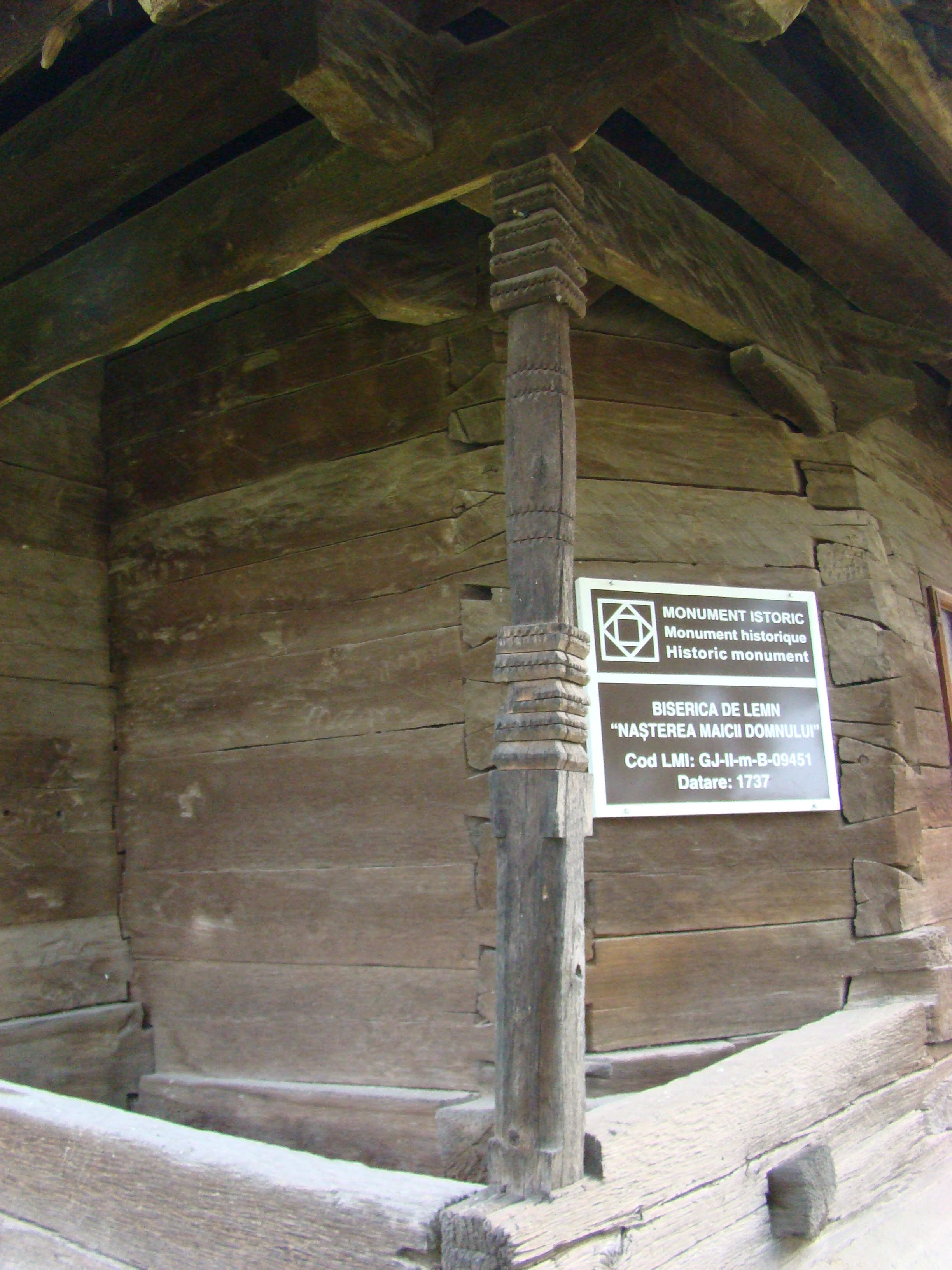
Stâlp la altar şi tablă de monument
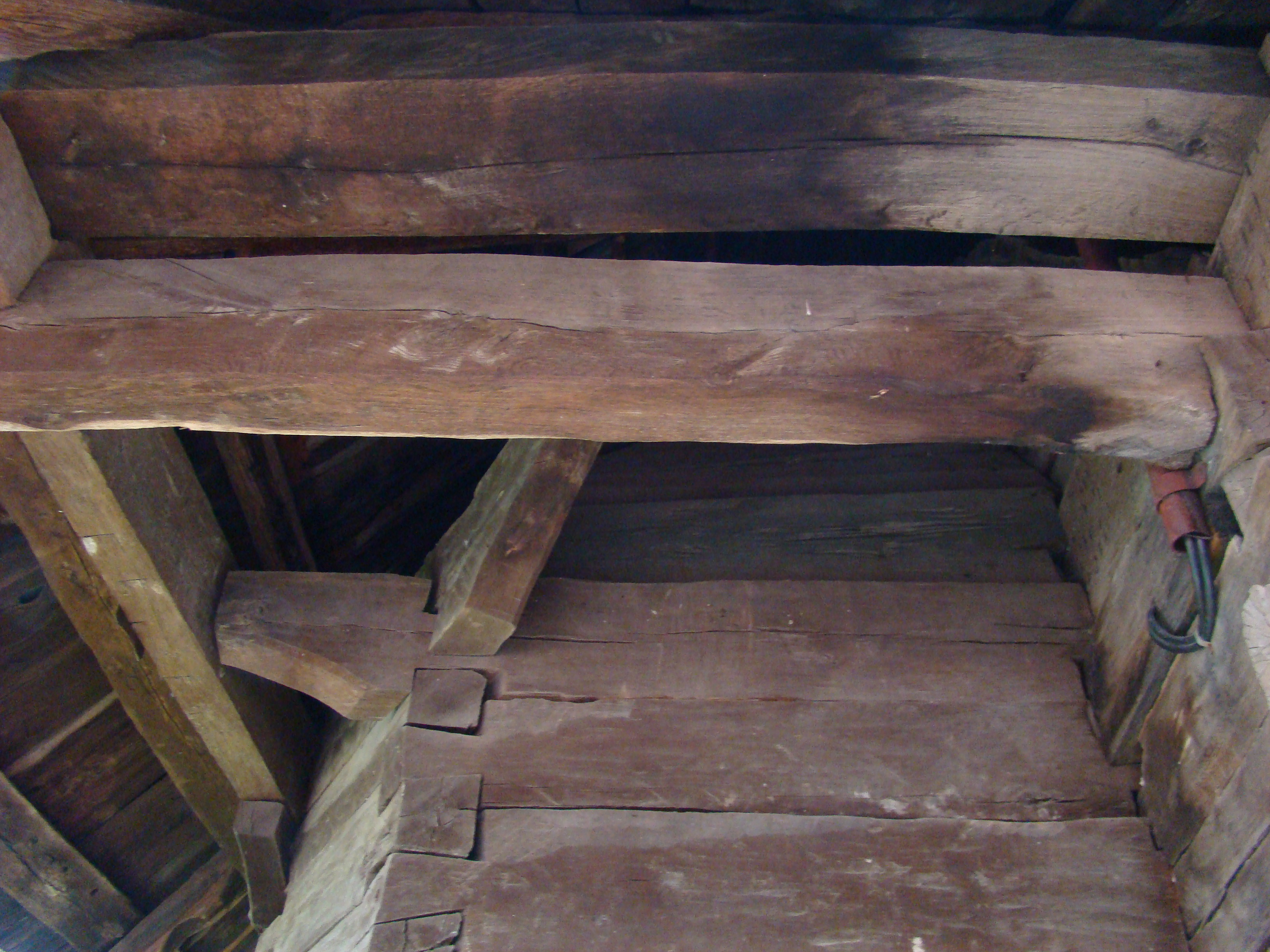
Console şi îmbinări la altar
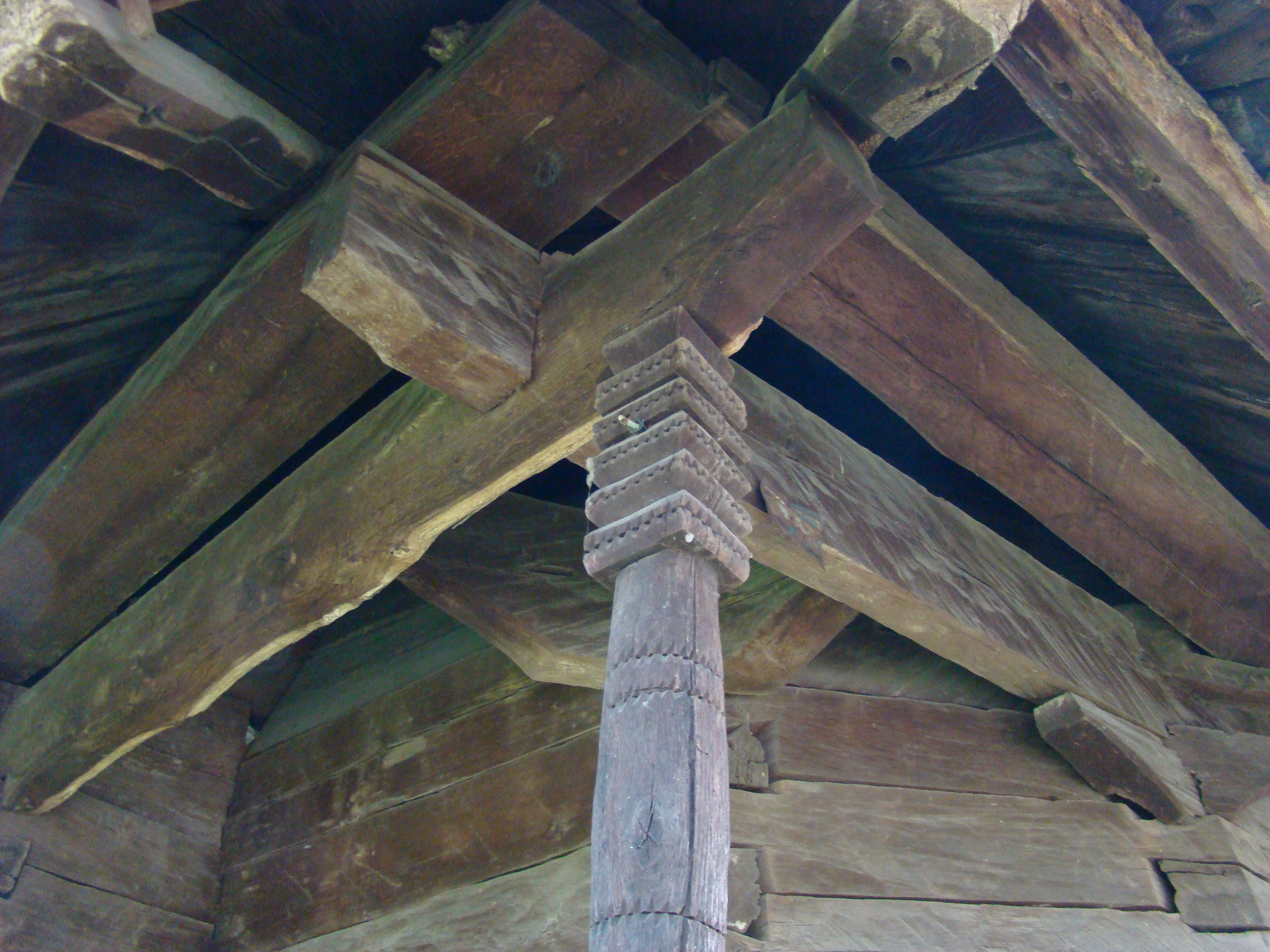
Stâlp cu capitelul bogat ornamentat
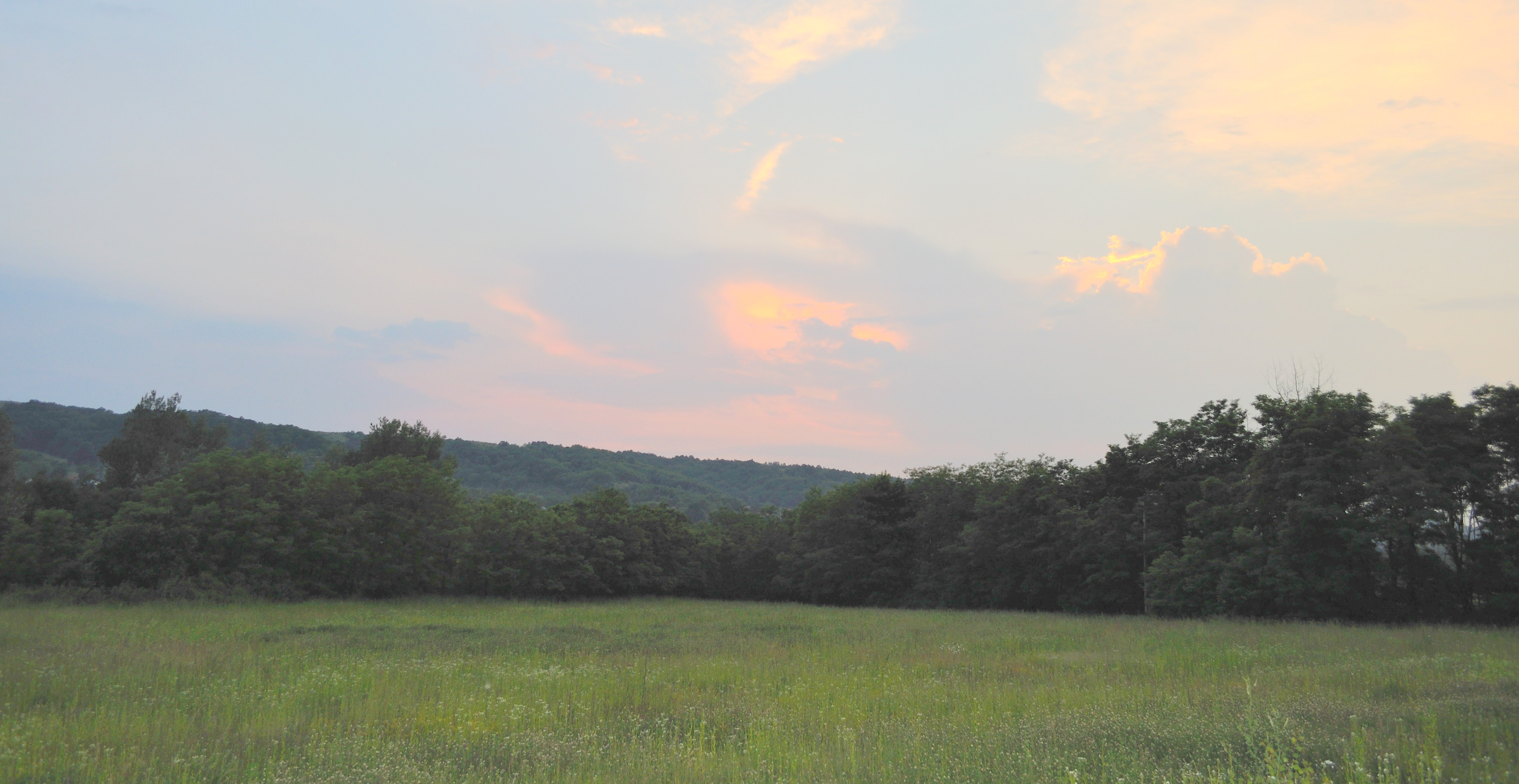
Împrejurimi